# Frida Giannini
Frida Giannini (ur. 1972 w Rzymie) – włoska projektantka mody; w latach 2006–2015 dyrektor kreatywna domu mody Gucci.

## Życiorys
Frida Giannini urodziła się w 1972 roku w Rzymie. Ukończyła studia z zakresu projektowania odzieży na Akademii Mody w Rzymie (Rome Fashion Academy).
Pierwszą pracę Giannini otrzymała w 1997 roku w domu mody Fendi, gdzie była odpowiedzialna za wyroby galanteryjne. Przypisuje się jej projekt modnej w tamtym czasie torebki typu baguette. W 2002 roku Giannini przeszła do domu mody Gucci, gdzie kontynuowała swoją karierę, jako projektantki akcesoriów ze skóry oraz innych dodatków. W 2006 roku Frida Giannini oficjalnie została dyrektor kreatywną domu mody Gucci. Stanowisko piastowała do 2015 roku.
W czasie swojej pracy dla Gucci łączyła modę z działalnością charytatywną m.in. poprzez specjalne kolekcje, z których dochód był przekazywany na rzecz UNICEF-u. 11 lutego 2011 roku Frida Gianni otrzymała nagrodę z ramienia UNICEF. Frida w 2017 roku została wybrana do zarządu fundacji Save the Children.

## Życie prywatne
Frida Giannini pozostaje w związku z byłym CEO domu mody Gucci – Patriziem di Marco, którego poznała jeszcze podczas pracy dla marki. Para ma córkę Gretę, która urodziła się 2 marca 2013 roku. Ślub Fridy z Patriziem odbył się 5 czerwca 2015 roku.